# Honoré Fabri
Honoré Fabri (Honoratus Fabrius; 5 de abril de 1607 o 8 de abril de 1608, Ain – 8 de marzo de 1688, Roma) fue un jesuita francés teólogo, matemático y físico, conocido sobre todo por sus escritos sobre matemáticas.

## Vida
Existen discrepancias sobre su fecha y lugar de nacimiento; mientras unos autores lo sitúan en 1607 en la comarca del Bugey, otros afirman que fue en 1608 en Le Grand-Abergement.
Ingresó en el noviciado de los jesuitas en Aviñón y estudió teología y filosofía en el Collège de la Trinité de Lyon. Después de unos años enseñando en Roanne y unos otros estudiando al Collegio Romano de Roma, obtuvo su graduación en 1636. Un año antes, en 1635, había sido ordenado sacerdote.
De 1636 a 1640 fue profesor de filosofía y filosofía natural (física) en los colegios jesuitas de Arlés y Aix-en-Provence. En 1640 vuelve como profesor de lógica y matemáticas al Collège de la Trinité de Lyon donde llegó a ser decano. Es en este período donde probablemente desarrollo la mayoría de sus obras sobre física y matemáticas.
El 1646 es llamado a Roma otra vez para ejercer como capellán de la penitenciaría del Santo Oficio. Este cargo lo ejerció hasta 1680, lo que no le impidió continuar con sus investigaciones sobre física y matemáticas y mantener relaciones epistolares o polémicas con los eruditos de la época: Huygens, Leibniz, Borelli... También escribió obras doctrinales y teológicas (algunas bajo seudónimo), siendo varias de ellas incluidas en el Índice de Libros Prohibidos de la Iglesia católica; paradójicamente, dos de esos tratados fueron condenados merced a sendos decretos del propio Santo Oficio en 1672 y 1673.
El 1680 fue relevado de sus cargos debido a su edad y se retiró a las afueras de Roma.

## Obra

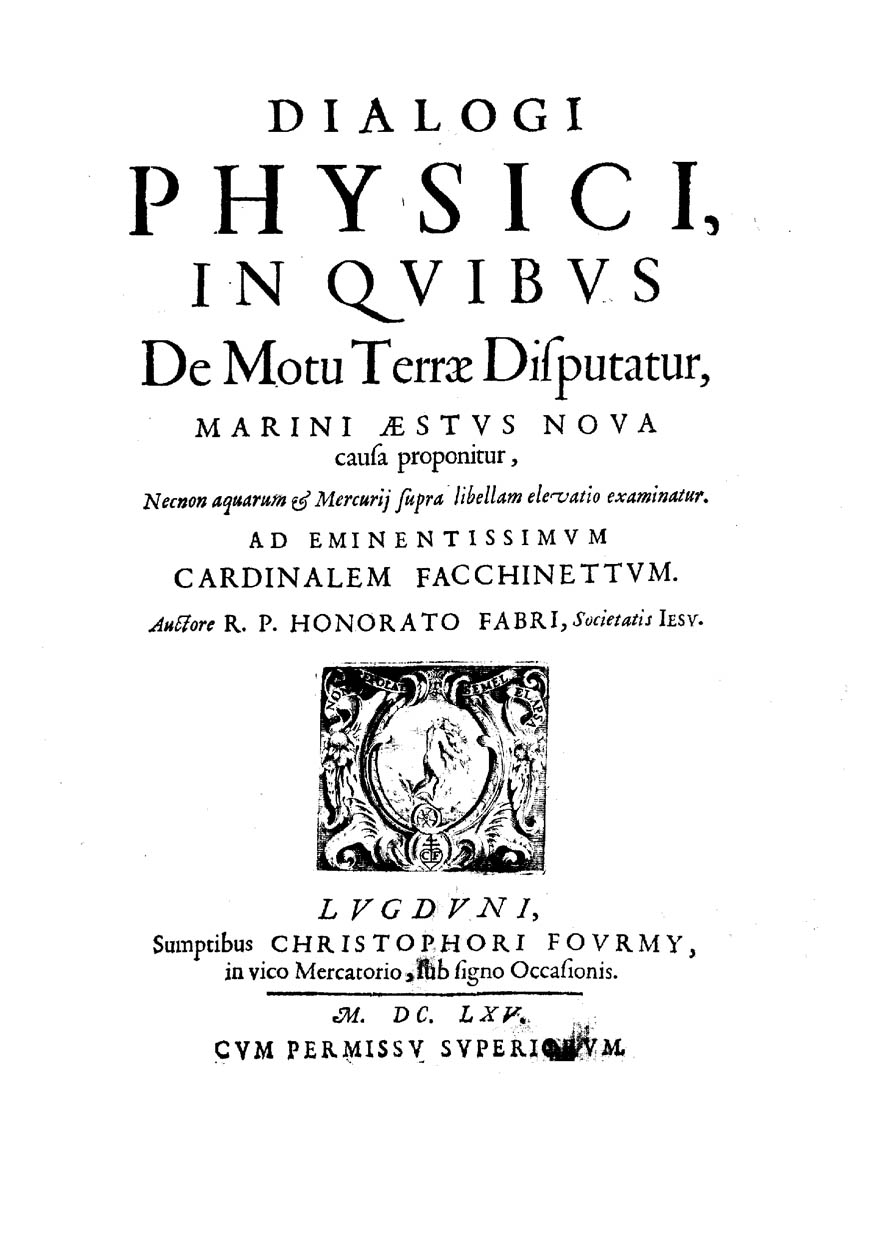
Dialogi physici, 1665

- Opusculum geometricum de linea sinuum et cycloide (1659), apareció bajo el seudónimo de Antimus Farbius. Puede que sea su obra más reconocida en la que plantea un cálculo más próximo al de Newton que al de Cavalieri y en el que resuelve algunas integrales como:

{\displaystyle \int x^{n}\sin x\,dx} y {\displaystyle \int \sin ^{n}x\,dx},
- Notae in notas Willelmi Wendrockii ad Ludovici Montaltii litteras, et in disquisitiones Pauli Irenaei, inustae a Bernardo Stubrockio Viennensi Theologo (1659), publicado en Colonia bajo el seudónimo de Bernardus Stubrockius e incluido en el Index en 1678.
- Eustachii de divinis septempedani brevis annotatio in systema Saturnium Christiani Hugenii (1660), publicado anónimamente. En él, polemiza con Huygens ya que no cree en la existencia de los anillos de Saturno.
- Iusta expostulatio de P.M. Xantes Mariales (1660), publicado en Die bajo el seudónimo de Ludovicus Carterius e incluido en el Index en 1673.
- Dialogi physici, in quibus de motu terrae disputatur, marini aestus nova causa proponitur, necnon aquarum et mercurii supra libellam elevatio examinatur (1665)
- Synopsis geometrica (1669)
- Summula theologica (1669)
- Apologeticus doctrinae moralis Societatis Iesu. In qua variis tractatibus, diversorum auctorum opuscula confutantur (1670), publicado en Lyon e incluido en el Index en 1672.
- De maximis et minimis in infinitum propositionumcenturia (1679), el que probablemente más influyó sobre Leibniz.

En 1646, uno de sus alumnos de Lyon, Pierre Mousnier, publicó sus clases de lógica en Lyon, bajo el título de Philosophiae tomus primus, y sus clases de filosofía natural con el título de Tractatus physicus de motu locali, finalmente en 1648 también publicó sus clases de Metafísica, con el título de Metaphysica demonstrativa.
Mantuvo una viva polémica epistolar a través de Marin Mersenne con Jacques Alexandre Le Tenneur sobre la teoría de la caída libre de los cuerpos de Galileo.